# كلوروكينادول
كلوروكينادول دواء مضاد للفطريات يستخدم في علاج الالتهابات المهبلية والجلدية والتهابات الجهاز الهضمي.
الية عمله تكمن في قتل البكتيريا مما يسبب في تحسن حالة المريض الصحية .
من الممكن أن تظهر على المريض حين يستخدم هذا الدواء بعض الآثار الجانبية النادرة ولكنها خطيرة مثل: تهيج الجلد .
- موانع استعمال هذا الدواء :

•الرضاعة
•الحمل
•فرط الحساسية